# عبد اللطيف ممتاز الحسيني
عبد اللطيف بن ممتاز بن محمد بن عبد السلام الحسيني (1906–1994 في القدس)، هو صحفي وتربوي فلسطيني.

## نشأته
ولد في القدس الشريف إبان عهد الدولة العثمانية عام 1906، وتربى يتيما في كنف عمه وزوج أمه إبراهيم أدهم الحسيني، أما والده فهو ممتاز بن محمد بن عبد السلام الحسيني المولود في القدس في أواخر القرن التاسع عشر الميلادي، وأمه زهراء بنت خضر بن محمد، وقد توفي والده صغيرا وترك أولاده أطفالا في رعاية عمهم إبراهيم أدهم الحسيني، ودفن في القدس وكانت وفاته عام 1333 هجري الموافق 1915م.
له من الإخوة اثنان «محمد ضياء» وهو شقيقه وعمر وهو أخوه لأمه وابن عمه، ومن الأخوات شقيقته منيرة، وأخته لأمه ربيحة، سوى من مات صغيرا من إخوته. له من الأولاد الذكور ولد واحد واسمه سعيد، ومن الإناث ردينة وعنان، وذرية مباركة من الأحفاد، أما زوجته فهي ابنة الشيخ العلامة أمين العوري مفتي الحنفية، وأمين مجلس الإفتاء في فلسطين، ورئيس محكمة الاستئناف الشرعية سابقا.

## تعليمه
أكمل دراسته الثانوية في مدرسة روضة المعارف الوطنية الثانوية في القدس الشريف سنة 1347 هجري (1928م).
تابع بعد ذلك دراسته في الجامعة الأمريكية في القاهرة حيث حصل على درجة الليسانس في الآداب سنة 1933م.

## حياته العملية
تدرج في العمل معلما، ومدربا للكشافة، ثم مساعدا للمدير في مدرسة دار الأيتام الإسلامية بالقدس (1933-1936)، ثم معلما في المدارس الثانوية في العراق في منطقة بعقوبة (1936-1937)، وعمل مدرسا ثم مديرا لكلية روضة المعارف (1937-1948)، ثم مدرسا في كلية الحسين بعمان (1949-1951)، ثم مديرا لمدرسة معان الثانوية (1951-1952)، ثم مديرا لمدرسة إربد الثانوية (1952-1954)، ثم مديرا للمدرسة الرشيدية في القدس اعتبارا من 1954، ثم موجها تربويا في مديرية التربية والتعليم في محافظة القدس الشريف.
تولى تحرير مجلة دار الأيتام الإسلامية التي صدرت في القدس بدءاً من عام 1932 كمجلة شهرية صناعية علمية أخلاقية وكانت تطبع في مطبعة دار الأيتام الإسلامية. خلال عمله في سلك التعليم قام بمهمات عديدة منها رئاسة لجان الفحص في معهد المعلمين في القدس، وكلفته وزارة التربية والتعليم براجع بعض الكتب المدرسية.
وكان له مكتبة كبيرة احتوت على بعض المخطوطات القيمة.

## نشاطاته
كان صاحب نشاط اجتماعي كبير وعلاقات متنوعة، وقد ترأس لجنة الاقتراع لانتخابات بلدية القدس، كما كان عضوا في جمعية مكافحة السل.
كان متوليا لأوقاف العائلة العمومية مع ابن عمه فريد بن سليم الحسيني، ثم تولى لأوقاف آل النقيب الحسيني الخاصة. اعتقلته سلطات الانتداب البريطاني لفترة
من مواقفه المشهودة أنه عندما سمع بإحراق المسجد الأقصى وكان في العقد السابع من العمر هب ممسكا بعصاه وبدأ يمشي من بيته إلى المسجد الأقصى للدفاع عنه وهو يكبر فتبعه كثير من الناس يكبرون بتكبيره، حتى وصلوا إلى المسجد ليساهموا في إطفاء الحريق والدفاع عن المسجد. 

## من تلاميذه
- الأستاذ الدكتور أحمد فهيم جبر عميد كلية الآداب في جامعة القدس
- عبد القادر الحسيني
- ذوقان الهنداوي وزير التربية والتعليم الأردني السابق
- الشيخ علي الطزير
- عادل درويش الحسيني
- الدكتور محمد النقيب الحسيني
- جلال المملوك
- علي العوري

## وفاته
توفي وقد ناهز التسعين يوم السبت السابع عشر من شعبان عام 1414 هـ الموافق 29 كانون الثاني عام 1994م في بيته في حي الحسينية خارج أسوار البلدة القديمة، وصليت عليه صلاة الجنازة في المسجد الأقصى المبارك بعد صلاة الظهر، وقد شهد جنازته جمع غفير من أهل القدس، ودفن في مقبرة باب الساهرة.

## تكريم
نال وسام التربية من المملكة الأردنية الهاشمية، كما تم تكريمه ومنحه درعا من الاتحاد العام للمعلمين الفلسطينيين لجهوده في مجال التربية والتعليم.